# Sebastian Bayer
Sebastian Bayer (* 11. června 1986, Cáchy) je německý atlet, který se specializuje na skok daleký. Je dvojnásobným halovým mistrem Evropy
(2009, 2011) a stříbrným medailistou z juniorského mistrovství Evropy (2005).
8. března 2009 v turínské hale Oval Lingotto v rámci HME šokoval atletický svět svým výkonem 871 cm. Tento výkon ho posunul na druhé místo historických halových tabulek ve skoku dalekém za Američana Carla Lewise, který v roce 1984 skočil v New Yorku ještě o osm centimetrů dále (879 cm).
V roce 2009 se zúčastnil tradičního mítinku na území České republiky, Zlaté tretry v Ostravě. Výkonem 766 cm však skončil až sedmý a těsně porazil jen posledního v závodě, našeho desetibojaře Romana Šebrleho, který skočil 757 cm. Na světovém šampionátu 2009 v Berlíně skončila jeho cesta již v kvalifikaci, když jeho jediný platný pokus měřil 798 cm.
V březnu 2011 obhájil zlato z Turína i v Paříži skokem dlouhým 816cm.

## Úspěchy
| Rok  | Závod                              | Místo              | Umístění    | Výkon  |
| ---- | ---------------------------------- | ------------------ | ----------- | ------ |
| 2004 | Mistrovství světa juniorů          | Grosseto, Itálie   | kvalifikace | 7,27 m |
| 2005 | Mistrovství Evropy juniorů         | Kaunas, Litva      | 2.          | 7,73 m |
| 2006 | Mistrovství Evropy v atletice 2006 | Göteborg, Švédsko  | kvalifikace | 7,66 m |
| 2008 | Letní olympijské hry 2008          | Peking, Čína       | kvalifikace | 7,77 m |
| 2008 | Světové atletické finále           | Stuttgart, Německo | 5.          | 8,00 m |
| 2009 | Halové mistrovství Evropy 2009     | Turín, Itálie      | 1           | 8,71 m |
| 2009 | Mistrovství světa v atletice 2009  | Berlín, Německo    | 19. (kval.) | 7,98 m |

## Osobní rekordy
Hala
- Skok daleký – 849 cm – Ulm, 4.7. 2009, Ulm

Hala
- Skok daleký – 871 cm – Turín, 8.3. 2009 - Současný evropský rekord